# 穆罕默德·马赫迪·贾瓦希里
穆罕默德·马赫迪·贾瓦希里（阿拉伯语：‎，1899年7月26日—1997年7月27日），伊拉克诗人。出生于纳杰夫。他被許多人譽為20世紀最偉大的阿拉伯詩人之一。